# توماس مكاي (سياسي)
توماس مكاي (بالإنجليزية: Thomas McKay)‏ هو سياسي كندي، ولد في 8 يناير 1839 في كندا، وتوفي في 13 يناير 1912 في كندا. حزبياً، نشط في Liberal-Conservative Party ‏. وقد انتخب عضو مجلس الشيوخ الكندي وانتخب عضو مجلس العموم الكندي.